# Manuel Torres (futbolista panameño)
Manuel Vicente Torres (nacido el 25 de noviembre de 1978 en la Ciudad de Panamá, Panamá) es un futbolista panameño que se desempeña como mediocampista. Actualmente juega para el CD Universitario de la Primera División de Panamá. 
Manuel "Cholo" Torres levantó por cuarta vez la copa como capitán del San Francisco Fútbol Club después de vencer por penales al Club Deportivo Árabe Unido, en el Estadio Nacional Rod Carew. Después de haberla alzado en el Clausura de 2005, en el Apertura de 2006, el supercampeonato de 2006 y el Clausura de 2007. 
También se coronó cuatro veces con el Club Deportivo Árabe Unido antes de pasar al equipo chorrerano, lo cual lo ubica entre los grandes ganadores de todos los años de los torneos de la Anaprof.

## Selección nacional

### Participaciones en selección nacional
| Copa                      | Categoría | Sede           | Resultado        | Partidos | Goles |
| ------------------------- | --------- | -------------- | ---------------- | -------- | ----- |
| Copa Oro 2007             | Mayor     | Estados Unidos | Cuartos de final | 4        | 0     |
| Copa Uncaf 2009           | Mayor     | Honduras       | Campeón          | 4        | 0     |
| Copa Oro 2009             | Mayor     | Estados Unidos | Cuartos de final | 3        | 0     |
| Juegos Panamericanos 2019 | Sub-22    | Perú           | Quinto Lugar     | 3        | 0     |

## Clubes
| Club             | País   | Año           |
| ---------------- | ------ | ------------- |
| CD Árabe Unido   | Panamá | 1999 - 2003   |
| San Francisco FC | Panamá | 2003 - 2012   |
| CD Plaza Amador  | Panamá | 2012 - 2016   |
| San Francisco FC | Panamá | 2016          |
| CA Independiente | Panamá | 2016 - 2019   |
| CD Universitario | Panamá | 2020          |
| CD Universitario | Panamá | 2022-presente |

## Palmarés

### Títulos nacionales
| Título           | Club             | País   | Año     |
| ---------------- | ---------------- | ------ | ------- |
| Primera División | CD Árabe Unido   | Panamá | 1999    |
| Primera División | CD Árabe Unido   | Panamá | 2001-A  |
| Primera División | CD Árabe Unido   | Panamá | 2001-C  |
| Primera División | CD Árabe Unido   | Panamá | 2002-A  |
| Primera División | San Francisco FC | Panamá | 2005-C  |
| Gran Final       | San Francisco FC | Panamá | 2006    |
| Primera División | San Francisco FC | Panamá | 2006-C  |
| Primera División | San Francisco FC | Panamá | 2007-C  |
| Primera División | San Francisco FC | Panamá | 2008-A  |
| Primera División | San Francisco FC | Panamá | 2009-A  |
| Primera División | San Francisco FC | Panamá | 2011-C  |
| Liga de Ascenso  | CA Independiente | Panamá | 2017-C  |
| Gran Final LNA   | CA Independiente | Panamá | 2016-17 |
| Primera División | CA Independiente | Panamá | 2018-C  |
| Primera División | CA Independiente | Panamá | 2019-C  |

### Títulos internacionales
| Título                 | Club                          | País     | Año  |
| ---------------------- | ----------------------------- | -------- | ---- |
| Copa de Naciones UNCAF | Selección de fútbol de Panamá | Honduras | 2009 |